# Giorgio Del Vecchio

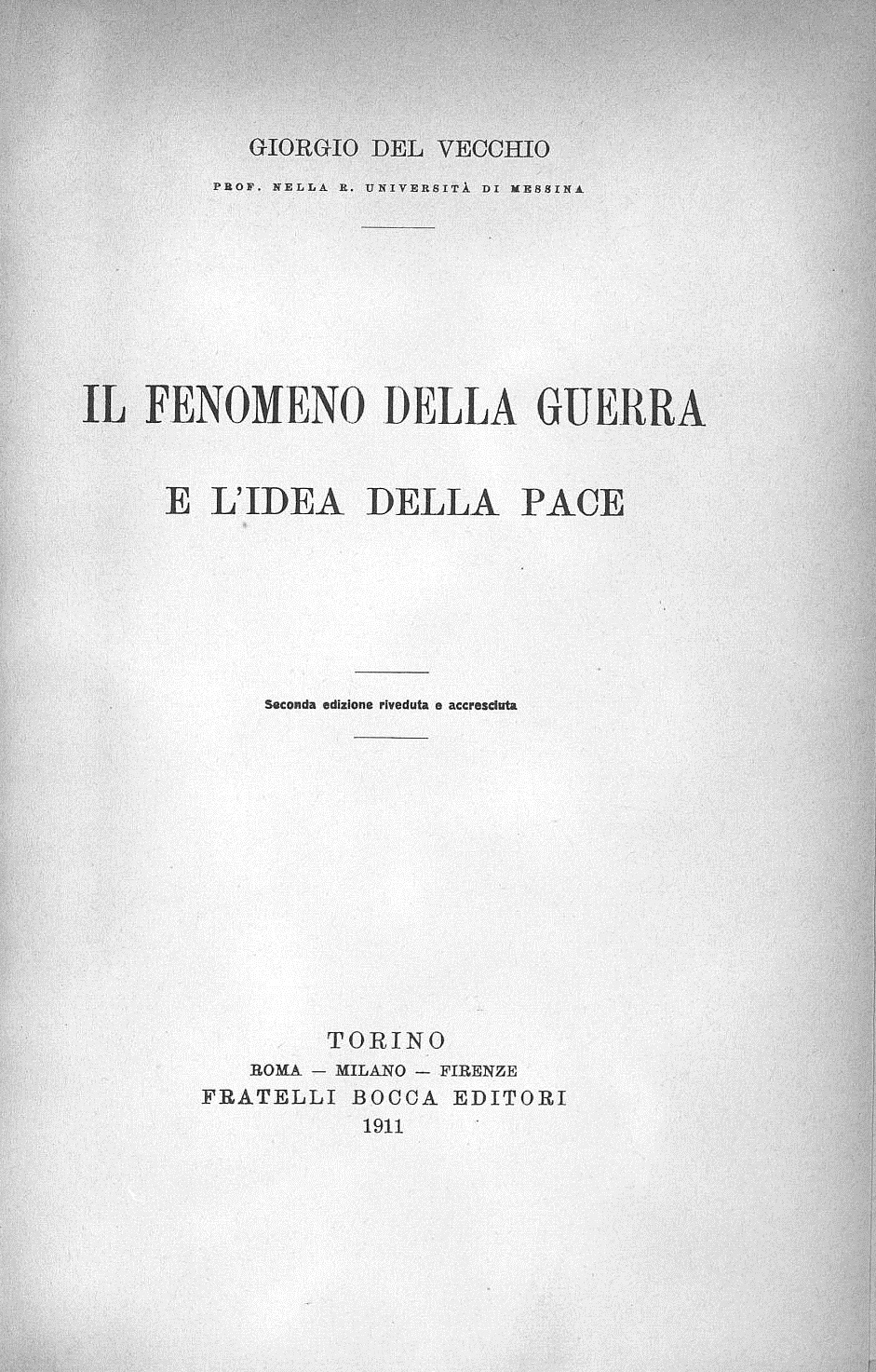
Il fenomeno della guerra e l'idea della pace, 1911

Giorgio Del Vecchio (Bologna, 26 agosto 1878 – Genova, 28 novembre 1970) è stato un filosofo e giurista italiano, esperto di filosofia del diritto.

## Biografia
Giorgio Del Vecchio nacque nel 1878 a Bologna, figlio dello statistico Giulio Salvatore Del Vecchio.
Professore all'Università "La Sapienza" di Roma dal 1920 al 1953, fu rettore della stessa università dal 1925 al 1927. Aderì inizialmente al fascismo, ma questo non gli impedì di perdere la cattedra universitaria nel 1938 a seguito delle leggi razziali fasciste poiché di origine ebraica; nel 1944 avrebbe poi perso nuovamente la cattedra a causa delle sue passate adesioni al regime.
Reintegrato nell'insegnamento, nel secondo dopoguerra collaborò con il Secolo d'Italia e con la rivista Pagine Libere (la pubblicazione diretta da Vito Panunzio). Insieme con Nino Tripodi, Gioacchino Volpe, Alberto Asquini, Roberto Cantalupo, Ernesto De Marzio ed Emilio Betti fece parte del comitato promotore dell'INSPE, l'istituto di studi che, negli anni cinquanta e sessanta, si oppose alla cultura di ispirazione marxista, promuovendo convegni internazionali e pubblicazioni.

## Pensiero
Tra i maggiori interpreti del neokantismo italiano, Giorgio Del Vecchio, come i colleghi tedeschi, criticò il positivismo filosofico, affermando che il concetto di diritto non potesse essere derivato dall'osservazione dei fenomeni giuridici.
Al riguardo, si inserì nella disputa tra filosofia, teoria generale e sociologia del diritto che divampava in Germania, ridefinendo la filosofia del diritto. In particolare le attribuì tre compiti: 
1. un compito logico che consisterebbe nell'elaborazione del concetto di diritto;
2. un compito fenomenologico, consistente nello studio del diritto come fenomeno sociale;
3. un compito deontologico, consistente nel “ricercare e vagliare la giustizia, ossia il diritto quale dovrebbe essere”.

## Opere
- Il concetto della natura e il principio del diritto, 1908
  -  Il concetto della natura e il principio del diritto, 2ª ed., Bologna, Zanichelli, 1922.
- Il fenomeno della guerra e l'idea della pace, Torino, Fratelli Bocca, 1911.
- Lezioni di filosofia del diritto, Città di Castello, Leonardo da Vinci, 1932
- Ricordando Alberico Gentili. Con un saggio di Bibliografia gentiliana, Roma, Istituto Italiano di Diritto Internazionale, 1936.
- I principii della Carta del Lavoro, Padova, CEDAM, 1937
- La verità nella morale e nel diritto, Studium, Roma, 1952
- Lo Stato, Studium, Roma, 1953
- Studi sullo Stato, Giuffrè, Milano, 1958
- Presupposti, concetto e principio del diritto, Giuffrè, Milano, 1959
- Studi su la guerra e la pace, Giuffrè, Milano, 1959
- Lo Stato moderno e i suoi problemi, Giappichelli, Torino, 1967